# Могровехо, Торибио де
Тори́био (Тури́бий) Альфо́нсо де Могрове́хо-и-Робле́до (исп. Toribio Alfonso de Mogrovejo y Robledo; 16 ноября 1538, Майорга, Испания — 23 марта 1606, Санья, Перу) — испанский миссионер, третий архиепископ Лимы, святой католической церкви. Фактический создатель церковной организации в Южной Америке.

## Биография
Происходил из знатной семьи, получил юридическое образование в Университете Саламанки, оставлен там преподавателем канонического права. В правление Филиппа II назначен великим инквизитором Испании (имея практику инквизитора, начальствующего в суде Гранады). После долгих лет пребывания на этом посту, рекомендован Папе Григорию XIII в качестве архиепископа Лимы, на замену Херонимо де Лоайса, скончавшемуся в 1575 году.
В марте 1579 года именной буллой папы назначен на эту должность. В 1580 году в Севилье был рукоположён в епископы, и отправлен в Южную Америку, куда прибыл в мае 1581 года. В пути его сопровождал Франсиско Киньо, супруг сестры Могровехо, назначенный коррехидором и алькальдом Лимы.
Перу к тому времени оставалось без первосвященника уже шесть лет, и епархия впала в упадок. Светские власти допускали большие злоупотребления, которым священство не могло противостоять. Обострились и отношения между индейской и испанской знатью.

## Пастырская деятельность
На посту архиепископа Могровехо считал своим долгом лично обойти все приходы своей епархии. Он три раза совершил путешествия, каждое продолжительностью около 11 тыс. км. Первая инспекция заняла семь лет, вторая — пять, и третья — четыре года. Большей частью, епископ путешествовал налегке с небольшой свитой, передвигаясь пешком. За годы странствий ему удалось обратить и крестить около 1,5 миллионов человек, в том числе четверых, канонизированных католической церковью. В их число входил Мартин де Поррес — первый темнокожий святой Латинской Америки. Проповедь он вёл на языке кечуа.
В 1582—1583 гг. в Лиме проходил третий поместный собор католической церкви, на котором присутствовали все епископы Испанской Америки. Главный вопрос на повестке дня касался евангелизации индейцев. На соборе были выработаны важные нормы пастырства, такие как проповедь на родных для индейцев языках, для чего был учреждён факультет индийских языков в университете Сан-Маркос и утверждены катехизис на языках народов Африки — для чёрных рабов, который вместе с трёхязычным катехизисом на кастильском, кечуа и аймара стали первыми текстами, отпечатанными в Южной Америке.
Он строил дороги, школы, несколько часовен, монастырей и под его патронатом основана первая Американская Семинария в Лиме в 1591 г. которая сейчас носит его имя. Повинуясь руководящим принципам, изданным Трентским собором, было предложено объединить священников и епископов Америки чтобы принять законы о поведении католиков, для чего он собрал 13 епархиальных синодов и 3 епископских собора. Число приходов и центров евангелизации в его архиепархии увеличилось со 150 до 250 на момент его кончины.
Уже тяжело больным он отправился в приход Пакосмайо, где и скончался в Великий Четверг (23 марта 1606 г.).

## Канонизация
Процесс беатификации епископа начался сразу после его кончины. Был причислен к лику блаженных Папой Иннокентием XI 28 июня 1679 г. буллой «Laudeamus», и канонизирован Папой Бенедиктом XIII 10 декабря 1726 г. буллой «Quoniam Spiritus». В литургическом году его день празднуется 23 марта. Могровехо традиционно почитается в Таябамбе (Патас), где в его честь устраивается фестиваль, проводимый с 23 по 30 апреля. В Лиме его память празднуется 27 апреля (в этот день в Лиму были перенесены его мощи).
Является святым покровителем Архиепископства Лимы, Латинамериканских епископатов (с 1983 г.) и святым покровителем своего родного города Майорги.